# Trichoptya sejuncta
Trichoptya sejuncta là một loài bướm đêm trong họ Noctuidae.